# Împărăția lui Dumnezeu

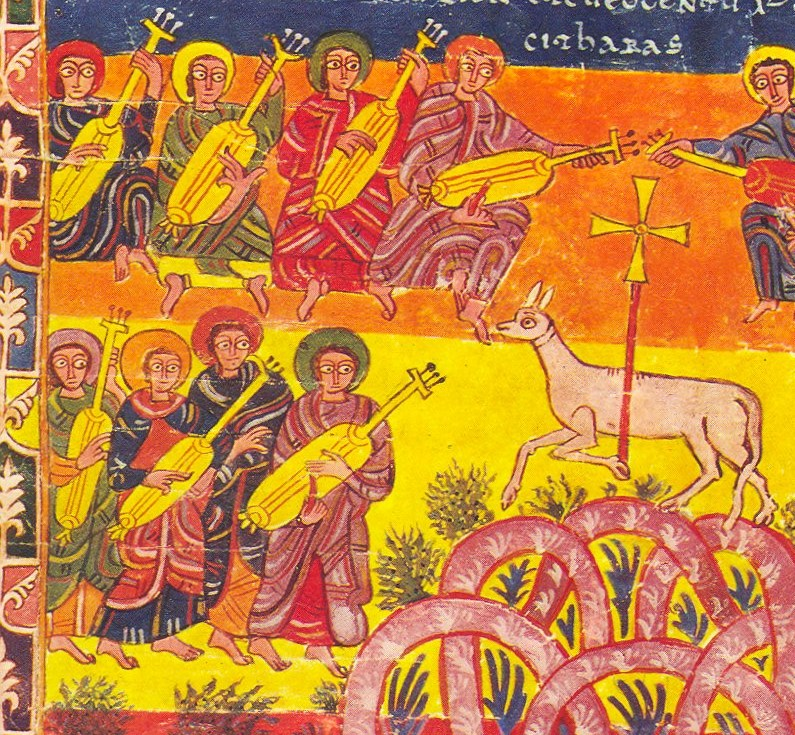
O orchestră de sfinți adunată în jurul Mielului lui Dumnezeu, ca simbol al nonviolenței Împărăției Cerurilor. Ilustrație la Biblia lui Beatus de Liébana, aprox. 960, Morgan Library & Museum, New York.

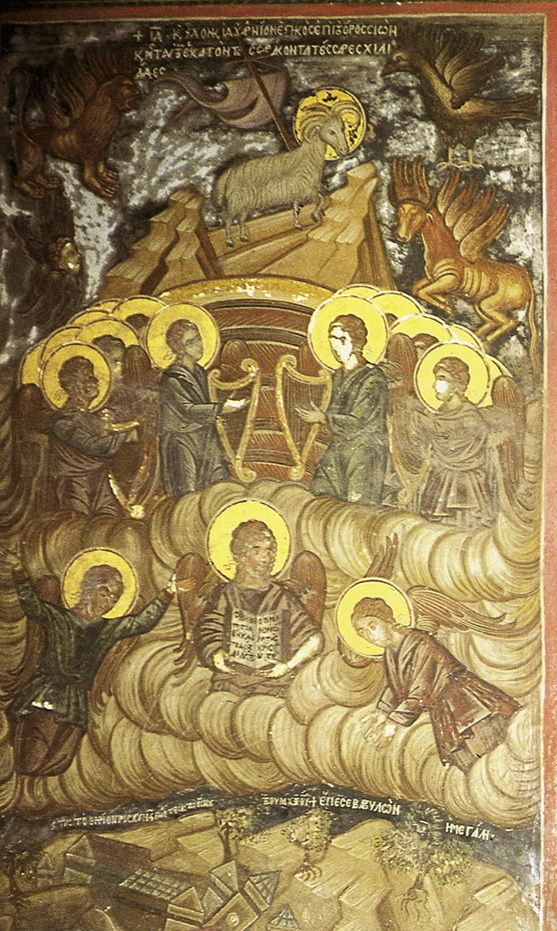
Un cor de îngeri cântă Mielului lui Dumnezeu, frescă postbizantină, sec. al XVII-lea, Mănăstirea Dionisiu, Grecia.

Împărăția lui Dumnezeu (în greacă βασιλεία τοῦ Θεοῦ) este o formulare folosită 
în Noul Testament de 122 de ori (de 99 de ori în evangheliile sinoptice) pentru a desemna tărâmul sau domeniul în care domnește Dumnezeu. Evanghelia după Matei folosește de asemenea o expresie similară, anume „Împărăția Cerurilor” (în greacă βασιλεία τῶν ουρανῶν). 
Expresia este folosită de Isus Cristos încă la începutul Evangheliei după Marcu, imediat după arestarea lui Ioan Botezătorul (Marcu 1, 14-15). Realizarea Împărăției lui Dumnezeu este tema centrală a predicării lui Cristos. Denumirea apare rareori în scrierile evreiești pre-creștine, dar ideea unui Dumnezeu care domnește activ este fundamentală în iudaism. 
Termenul aramaic „malkut” (împărăție) nu se referă atât la un teritoriu geografic, ci mai mult la puterea exercitată de rege asupra oamenilor dintr-un anumit teritoriu. Evreii din timpul lui Isus Cristos aveau părerea că lumea ajunsese la o asemenea degradare încât nimic nu mai putea salva situația decât intervenția divinității la scară cosmică, intervenție supranaturală făcută cu ajutorul unui trimis supranatural, Mesia, Fiul lui Dumnezeu, Fiul Omului, care va decide, în urma unei Judecăți finale cine va moșteni Împărăția, accentuându-se că acest lucru se va întâmpla ca urmare a dăruirii ei de către Dumnezeu, și nu a vreunor merite omenești.
Pe vremea lui Isus din Nazaret dezvoltarea acestei speranțe escatologice în iudaism luase o diversitate de forme, în care predomina elementul național sau cel cosmic și apocaliptic. Această speranță poate fi legată în trecut de vestirea profeților din Vechiul Testament cu privire la restaurarea tronului lui David și venirea lui Dumnezeu pentru a înnoi lumea. Proclamarea Împărăției de către Isus are un caracter mai cuprinzător. Întreaga lui propovăduire și lucrare sunt marcate de această realitate dominantă.
Conform exegezei protestante, Isus însuși ar fi vestit un regat lumesc al lui Dumnezeu, care urma să vină în timpul generației cu care discuta el (Matei 16:28). Acesta este consensul istoricilor americani și germani din momentul publicării lucrării The Quest of the Historical Jesus (Geschichte der Leben-Jesu-Forschung) a lui Albert Schweitzer. Apostolul Pavel, de asemenea, credea că el însuși va fi încă în viață la venirea Fiului Omului. Istoricul biblic american Bart Ehrman afirmă că venirea Împărăției lui Dumnezeu a fost prezisă în cursul fiecărei generații de după Isus din Nazaret.
De exemplu Montanus a prevăzut sfârșitul lumii în secolul al II-lea, marele apologet creștin Tertulian fiind montanist. În Evul Mediu celebre sunt profețiile lui Gioacchino da Fiore, care a vestit venirea Antihristului în 1260, cu argumente așa de convingătoare (extrase din Scriptură) încât a convins mare parte din teologii vremii.
William Miller (profetul care a produs nașterea Adventismului de Ziua a Șaptea) a vestit sfârșitul lumii între 21 martie 1843 și 21 martie 1844. După ce a trecut ultima dată, și-a revizuit calculele în baza calendarului evreu karait, anunțând sfârșitul lumii pentru 18 aprilie 1844. Samuel S. Snow a preluat mesajul lui Miller, vestind sfârșitul lumii pe 22 octombrie 1844. Cu acest prilej, mii de americani au renunțat la tot ce aveau, mergând pe ideea că deoarece vine sfârșitul lumii, ei vor fi ridicați în văzduh să-l întâmpine pe Domnul, așa că nu vor mai avea nevoie de bani, terenuri, case, etc.
Hal Lindsey a vestit sfârșitul lumii la sfârșitul anilor '80, într-o carte vândută în 28 de milioane de exemplare (cea mai citită carte din lume, după Biblie). Edgar Whisenant, un inginer de rachete de la NASA a publicat o carte în care revela 88 de motive pentru care sfârșitul lumii se va petrece în 1988, în timpul sărbătorii evreiești de Roș Hașana. El recunoștea cu umilință că nu știa ziua și ora în care acest eveniment se va petrece, însă știa săptămâna în care se va petrece. După ce 1988 a trecut, a observat că primul deceniu al erei noastre a avut 9 ani în loc de 10, așa că a anunțat din nou sfârșitul lumii pentru 1989.
Atât Lindsey cât și Whisenant au pornit de la ideea că smochinul din Biblie este un simbol al poporului lui Israel, iar după somnul de iarnă al smochinului (exodul lui Israel printre neamuri), smochinul va face din nou frunze (adică va deveni din nou un stat suveran, ceea ce s-a și întâmplat în 1948). În Biblie o generație durează 40 de ani, iar 1948+40=1988, acesta fiind unul din motivele pentru care ambii erau de părere ca sfârșitul lumii se va petrece precis/cel mai târziu în 1988.
Mulți creștini evanghelici au fost convinși de mesajul apocaliptic al lui Lindsey, acesta devenind consilierul președintelui Ronald Reagan. Lindsey era de părere că dezmembrarea Uniunii Sovietice era o manevră la derută a sovieticilor, pentru a împiedica construirea sistemului anti-rachetă american, urmând ca sovieticii să se regrupeze și să atace SUA cu ferocitate, conform proorociilor Sfintei Scripturi în cele zece state ale Comunității Economice Europene urmând să guverneze Antihristul, care va lansa un atac atomic care va aduce o iarnă nucleară pe planetă, urmată de revenirea în glorie a lui Isus Hristos.